# Texmaker
Texmaker ist ein plattformübergreifender Unicode-Texteditor für die Erstellung von LaTeX-Dokumenten. Die Software wird unter der GNU General Public License veröffentlicht.
Der Editor richtet sich insbesondere an LaTeX-Anfänger, denen mit Hilfe von Assistenten die Erstellung von Dokumenten erleichtert werden soll.

## Hauptmerkmale
Texmaker kann Dokumente kompilieren und anzeigen. Zur Arbeitserleichterung verfügt das Programm über Syntaxhervorhebung und einen Assistenten zur einfachen Erstellung von Tabellen. Sonderzeichen können per Mausklick als LaTeX-Befehl und obligatorische Elemente eines LaTeX-Dokuments über Wizards automatisiert eingefügt werden. Texmaker unterstützt Unicode und enthält eine integrierte Anzeige von DVI-, PostScript-, PDF- und HTML-Dateien. Mittels SyncTeX ist Texmaker in der Lage, sowohl über die integrierte Anzeige im erzeugten Dokument per Mausklick an die entsprechende Stelle in der Quelldatei zu springen, als auch umgekehrt, von der Quelldatei gezielt zum entsprechenden Abschnitt im erzeugten Dokument.
Anstatt einer Projektverwaltung bietet das Programm einen Sitzungsmanager an, mit dem die Liste der aktuell geöffneten Dateien in einer Sitzungs-Datei gespeichert werden und beim Neustart über einen Shortcut wieder geladen werden kann. Man kann die Hauptdatei eines größeren Projektes im Programm zur Masterdatei definieren, die dann immer unabhängig von der gerade geöffneten übersetzt wird.
Neben Syntaxhervorhebung gibt es eine Wortvervollständigung, die mit den gängigen TeX-Befehlen zurechtkommt. Dabei werden auch obligatorische Klammern mit eingefügt, und es kann mittels ↹ (Tab) schnell zwischen den Argumenten gewechselt werden. Die Vervollständigung kann auch Referenzen und Zitationen ergänzen.
Texmaker bietet eine Listenansicht mit Fehlern und Warnungen beim Erstellen mit LaTeX und die Möglichkeit, per Mausklick schnell an die entsprechende Stelle in der Datei zu wechseln.
Weitere Merkmale:
- Einbindung LaTeX-bezogener Programme
- BibTeX-Datenbankverwaltung
- Strukturansicht
- LaTeX-zu-HTML-Konverter
- Rechtschreibprüfung mit Hunspell